# Księga Nahuma
Księga Nahuma (hebr. נחום Nachum) – jedna z ksiąg Biblii, znajdująca się wśród ksiąg prorockich Starego Testamentu. W kanonie hebrajskim stanowiła siódmą w zbiorze Dwunastu Proroków Mniejszych. Jedna z najkrótszych ksiąg biblijnych.
Księga pochodzi z połowy VII w. p.n.e. i ma formę poematu. Jest wyrocznią przeciw potężnej Asyrii, zapowiadającą upadek ówczesnej stolicy tego państwa – Niniwy.

## Autorstwo księgi
Autora i temat księgi podaje jej pierwszy werset:
Wyrok na Niniwę. Księga widzenia Nahuma z Elkosz. (Na 1,1; BT)

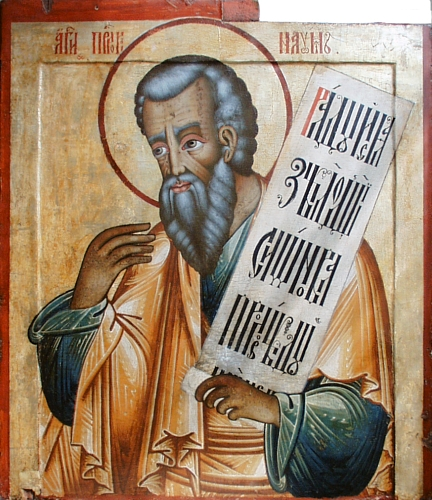
Prawosławna ikona z XVIII wieku przedstawiająca proroka Nahuma

Jest to jedyna informacja o Nahumie w całej Biblii hebrajskiej. Do proroctw Nahuma odwołuje się deuterokanoniczna Księga Tobiasza (Tb 14,4), co jednak nie pozwala na dodatkową identyfikację tej osoby.
Imię Nahum (hebr. נַחוּם) oznacza „Jahwe pociesza” i streszcza w pewnym stopniu treść całej księgi. Poemat na początku księgi (1,2–8), jeśli przyjąć jego autentyczność, wskazuje na powiązania autora z kręgami kultowymi. Nahum mógł być prorokiem kultowym wygłaszającym groźby przeciwko wrogom ludu Bożego podczas ceremonii sakralnych, czy nawet głównym prorokiem w świątyni jerozolimskiej.
Elkosz, rodzinna miejscowość proroka, nie została zidentyfikowana. Istnieje przypuszczenie, że należy ją utożsamiać z Alkusz, wioską odległą o 30 km od Mosulu, gdzie znajdują się ruiny Niniwy. Ta lokalizacja wskazywałaby też na pochodzenie Nahuma spośród Izraelitów przesiedlonych do Asyrii w 722 po upadku Królestwa Północnego. W Mosulu pokazywany jest też, od czasów średniowiecza, rzekomy grób proroka Nahuma.
Inna tradycja, którą potwierdzał Pseudo-Epifaniusz (De vitis prophetar) mówiła o lokalizacji w Judzie.
Św. Hieronim w swoim komentarzu do księgi (Prolog. Comment in Nah.) przytaczał tradycję, zgodnie z którą Elkosz znajdowało się w Galilei i odpowiadało późniejszej wiosce El-kauuzach.

## Czas i okoliczności powstania
Większość biblistów uważa, że datami granicznymi dla powstania Księgi Nahuma są 663 i 612 p.n.e. W 663 Asyryjczycy zdobyli stolicę Egiptu, Teby (hebr. No-Amon), do czego nawiązuje werset 3,8. W roku 612 została zdobyta Niniwa, co zostało zapowiedziane w księdze. Do wyjątków należą Hermann Schulz i Erhard S. Gerstenberger, którzy opowiadają się za powstaniem księgi już po zesłaniu do Babilonu.

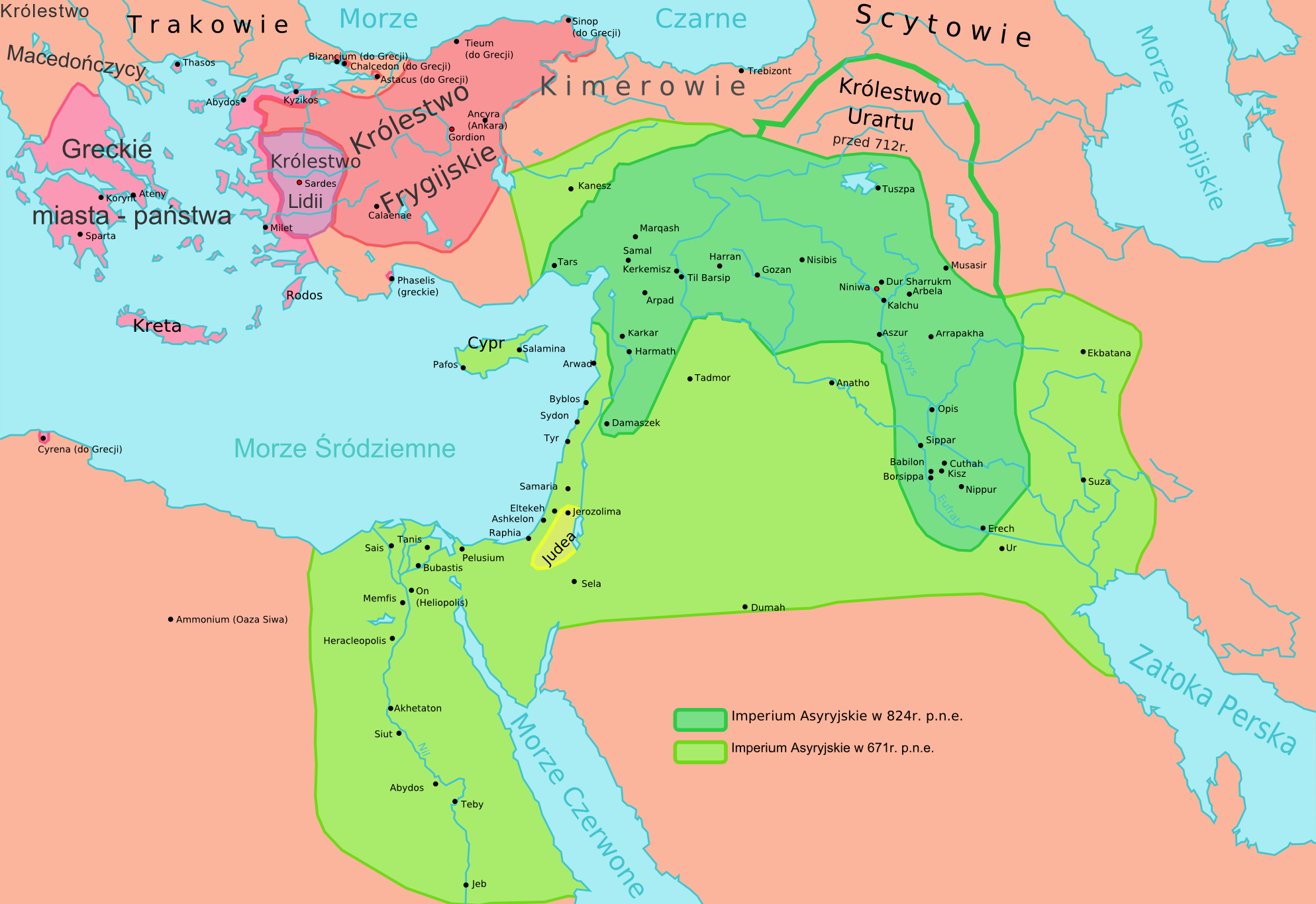
Rozwój terytorialny Asyrii

Tłem Księgi Nahuma są prześladowania asyryjskie po upadku Królestwa Izraela, które nastąpiło w 722 p.n.e. Autor był zapewne świadkiem okrucieństwa i krzywd wyrządzonych jego rodakom przez Asyryjczyków. Księga odzwierciedla pragnienie odwetu wobec wrogiego narodu.
Najczęściej przyjmuje się, że księga została napisana w okresie poprzedzającym upadek Niniwy, po śmierci Aszurbanipala w 626, kiedy Asyria, ulegając najazdom Medów, zaczęła się chylić ku upadkowi. Autor nie nawiązuje jednak do reformy religijnej króla Jozjasza, która nastąpiła w tym samym czasie.
Możliwa jest też wcześniejsza data powstania. Księga mogła m.in. pełnić rolę w nawróceniu króla Manassesa w latach 652–648, o którym wspominają Księgi Kronik. A.S. van der Wounde twierdzi, że Nahum był mieszkańcem państwa północnego, który napisał swoje proroctwo w latach 660–630 przebywając na wygnaniu w Niniwie. Uzasadnia to obecnością słów zapożyczonych z asyryjskiego, sugestywnym opisem Niniwy i brakiem zainteresowania Jerozolimą. Również W. H. Schmidt sugeruje, że w okresie powstania księgi Asyria znajdowała się jeszcze u szczytu świetności, a prorok dopiero tęsknie wyglądał jej zniszczenia, datuje ją więc na ok. 650 p.n.e.
Alfred Läpple sugeruje, że na księgę mogły początkowo składać się poszczególne wypowiedzi, które po niewoli babilońskiej ułożono w spójną redakcję. Niektóre fragmenty księgi mogą pochodzić z czasów wygnaniowych i powygnaniowych, dostrzegane są w tekście księgi nawiązania do Deutero-Izajasza. Kwestionuje się zwłaszcza Nahumowe autorstwo 1,2–8. Jednak księga mogła istnieć w obecnej postaci już od początku.
Zdaniem Erharda S. Gerstenbergera Księga Nahuma nie odnosi się do historycznej Niniwy, lecz stanowi ona symbol wrogiej Bogu potęgi. W ukryty sposób księga występuje przeciwko Babilonii, lub, co bardziej prawdopodobne, Persji.

### Historyczne poglądy na czas powstania
Pisarze starożytni, tacy jak św. Hieronim, przypuszczali, że No-Amon w wersecie 3,8 oznacza nie Teby, ale cały Egipt albo Aleksandrię. Dlatego też w Wulgacie w 3,8 zamiast No-Amon jest Alexandria populorum. Ponieważ o dacie zburzenia Aleksandrii czy całości Egiptu niewiele wiedziano, różne były domysły co do czasu życia Nahuma i powstania księgi. Józef Flawiusz przypuszczał, że księga powstała za panowania króla Jotama (połowa VIII w. p.n.e.). Jerzy Syncellus przenosił jej powstanie na czasy Jozjasza (VII w.). Na późniejszy okres – po zburzeniu Jerozolimy (586 p.n.e.) – datował księgę Eutychiusz.
Tradycja żydowska czyniła Nahuma współczesnym królowi Manassesowi.

## Język i styl
Tekst księgi Nahuma jest trudny, miejscami wygląda na źle zachowany. Stosowane słownictwo jest nietypowe.
Księga wykorzystuje wiele form: poemat akrostychiczny (1,2–8), lamentację żałobną (3,1–7), a także szyderczą pieśń (3,8–19). Opis burzonej Niniwy pełen jest dynamiki i dramatyzmu, obfituje w poetyckie obrazy (sadzawka, jaskinia lwów, nierządnica, drzewa figowe, szarańcza). Stosowane też są gry słów oraz efekty dźwiękowe, np. hebrajskie brzmienie 2,8 oddaje lament i zawodzenie niewolnic.
Komentatorzy podkreślają poetycką biegłość autora księgi Nahuma. Lorenz Dürr nazwał go mistrzem języka i mężem wielkiej pasji. Komentarz Biblii Tysiąclecia zestawia jego dzieło z poetyckimi utworami Izajasza. Według Encyklopedii Biblijnej, żadna inna księga w zbiorze ksiąg prorockich Starego Testamentu nie dorównuje Księdze Nahuma w sile wyrazu.

## Treść
Księga składa się z trzech rozdziałów i czterdziestu siedmiu wersetów. Dzieli się na dwie części:
1. Hymn o teofanii Boga (rozdział 1)
2. Pieśń przeciw Niniwie (rozdział 2–3)

Księgę otwiera poemat – hymn o strukturze akrostychu (1,1–11). Podobnie jak w psalmach alfabetycznych kolejne wiersze zaczynają się od kolejnej litery alfabetu hebrajskiego. Utwór obejmuje połowę alfabetu hebrajskiego i uznawany jest na ogół za niezależny od pozostałej treści księgi. Hymn wysławia Boga – jako mściciela i wojownika, przychodzącego na Ziemię (teofania), aby osądzić i ukarać swoich nieprzyjaciół, a jednocześnie ocalić tych, którzy szukają u niego ocalenia. Hymn podkreśla zarówno sprawiedliwość, jak i cierpliwość Boga. Nikt nie może wytrzymać żaru jego gniewu (wiersz 6) i bezcelowe są działania skierowane przeciw niemu (wiersz 9). Poemat ten nadaje księdze znaczenie uniwersalne, w odróżnieniu od pozostałej części, odnoszącej się konkretnie do Niniwy.
Dalej następują wyrocznie przeciw narodowi ciemiężącemu Judę, przy czym Asyria nie jest wymieniana bezpośrednio. Bóg jednocześnie przyznaje, że Juda przeżywała ucisk i upokorzenie ze strony Asyryjczyków i obiecuje, że nie będzie już w ten sposób doświadczał swojego narodu. W ostatnim wersecie pierwszego rozdziału (1,14) Bóg ogłasza wyrok na Niniwę.

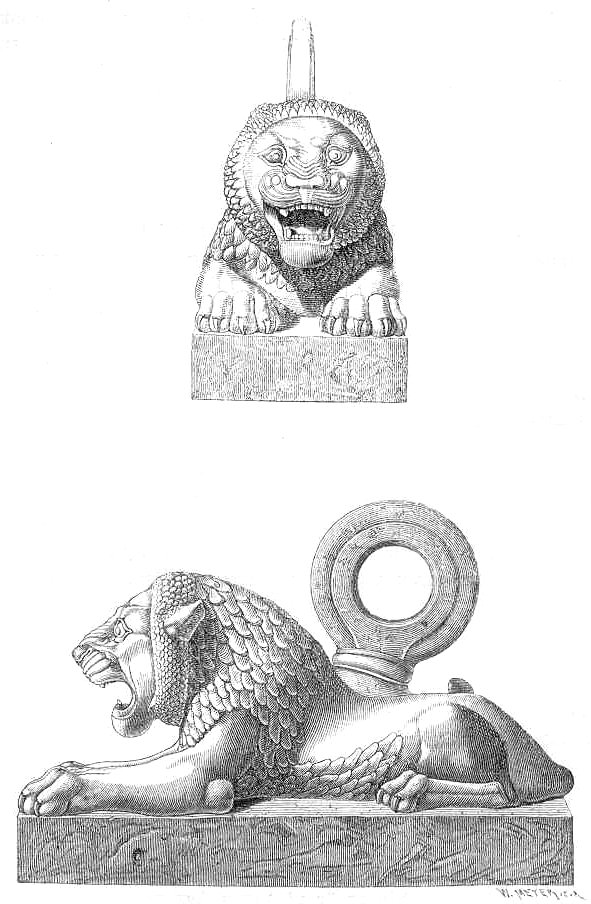
Brązowe lwy z Niniwy; lew był symbolem króla Asyrii

Drugi i trzeci rozdział zajmuje poemat o zburzeniu Niniwy. Rozpoczyna go obraz radosnej wieści dla Judy, a jednocześnie ironiczny apel do mieszkańców Niniwy, aby przygotowali się do obrony. Autor następnie przedstawia w plastyczny sposób sceny zagłady miasta i wyraża satysfakcję z okrucieństw, które dotknęły Asyrię – tych samych, których nie szczędziła innym narodom. Niniwa zostaje przedstawiona jako lew, który gromadził łupy w poczuciu bezpieczeństwa, został jednak powstrzymany przez Boga, który pożera młode asyryjskie lwy.
W trzecim rozdziale przedstawiona zostaje krwawa kara i masakra mieszkańców miasta. Niniwa zostaje porównana do nierządnicy, która uwodziła inne narody bogactwami i wdziękiem, a teraz zostanie pohańbiona i ogołocona ze wszystkiego. Jej losy porównywane są do upadku Teb, stolicy Egiptu, które zdobył w 664 król Asyrii Aszurbanipal. Dalej księga opisuje wyludnienie miasta, choć jego mieszkańcy mieli być liczni jak szarańcza.
Księgę kończy ironiczna lamentacja zapowiadająca rychły upadek Niniwy:
Nie ma lekarstwa na twoją klęskę, nieuleczalna jest twoja rana. Wszyscy, którzy usłyszą wieść o tobie, w dłonie klaskać będą nad tobą; bo na kogóż nie przechodziła wciąż twoja niegodziwość?(Na 3,19; BT)
Groźby skierowane przeciw Niniwie wykazują podobieństwo do zapowiedzi sądu nad Izraelem i Jerozolimą występujących u innych proroków. Z tego powodu Joachim Jeremias sugeruje, że groźby Nahuma kierowały się pierwotnie przeciwko Jerozolimie i zostały wtórnie transponowane na Niniwę.

### Szczegółowy plan księgi
1. Tytuł (1,1)[16]
2. Hymn pochwalny – teofania Boga jako mściciela (1,2–8)
3. Zapowiedź spustoszenia Niniwy (1,9–1,14)
4. Zapowiedź zbawienia Izraela (2,1.3)
5. Sąd nad Niniwą (2,2; 2,4–3,19)
  - Upadek Niniwy (2,2; 2,4–2,14)
  - Żałobny lament nad miastem (3,1–7)
  - Ironiczna pieśń (3,8–19)

## Teologia
Jest to jedna z kilku ksiąg prorockich, w której nie ma wezwania do skruchy. Główne przesłanie księgi skupia się wokół tezy, że Bóg pomści grzechy Niniwy i jednocześnie przyniesie radość ludowi Bożemu. Upadek Niniwy ma być aktem sprawiedliwości Bożej.
Księga Nahuma zestawiana jest z Księgą Jonasza, gdyż obie opowiadają o Niniwie – pierwsza o zagładzie miasta, a druga o jego ocaleniu. Według Encyklopedii Biblijnej, obie te księgi można odczytać jako midraszową refleksję nad tzw. formułą atrybucyjną z Księgi Wyjścia 34,6–7, przy czym Księga Jonasza przedstawia Boga jako miłosiernego i litościwego władcę, a Księga Nahuma jako Boga mściwego, zsyłającego kary. Celem tej refleksji miała być reinterpretacja Tory w momencie zagrożenia bezpieczeństwa całego narodu. Inne zestawienie łączy Księgę Nahuma z Księgą Habakuka, które dzielą podobny kontekst – sąd Boga nad nieprzyjaciółmi Izraela.
Księga Nahuma zawiera – decydujące dla późniejszej tradycji prorockiej i apokaliptyki – wyznanie, że Bóg może położyć kres każdej potędze ziemskiej. Tak też zapewne była interpretowana w późniejszych czasach. Komentarz do Księgi Nahuma (4 QpNa), znaleziony w czwartej grocie Kumran wykorzystuje jej treść do przedstawienia odłamów judaizmu (m.in. faryzeuszy) rywalizujących z esseńczykami. Podobna tradycja odczytywania tekstu Księgi Nahuma była obecna u Żydów również w średniowieczu (np. u Dawida Kimchi).
W Nowym Testamencie nie ma cytatów z Księgi Nahuma, być może ze względu na jej nacjonalistyczny wydźwięk. Nie była też wykorzystywana w liturgii chrześcijańskiej. Z kolei w pismach patrystycznych należała do najmniej cytowanych ksiąg Starego Testamentu (po Księdze Aggeusza i Księdze Abdiasza).
Nahum krytykowany był za skrajny nacjonalizm i radość z upadku wroga. Jednocześnie nie piętnował (jak czynili to inni prorocy, m.in. współczesny mu Jeremiasz) grzechów własnego narodu. Komentatorzy podkreślają jednak, że celem Nahuma było potwierdzenie, że Bóg pozostaje wierny Judzie i jej nie opuści. Św. Hieronim mówił o Nahumie jako pocieszycielu i podkreślał, że sprawiedliwość Boża dosięga wszystkich.
Pierwszym dziełem greckim na temat Księgi Nahuma było Expositio Teofilakta (XI w.), które poświęcone było powszechności sprawiedliwości Bożej.
Według Encyklopedii Biblijnej, najtrafniej orędzie księgi Nahuma wyraził Marcin Luter:
Księga uczy nas ufać Bogu i wierzyć – zwłaszcza w sytuacji, kiedy zawodzi wszelka ludzka pomoc, ludzkie środki i rady – że Pan nie opuszcza tych, którzy należą do Niego, że broni swojej własności przed wszelkimi atakami wrogów, choćby najpotężniejszych
Kanoniczność księgi Nahuma w zbiorze ksiąg Starego Testamentu nie ulegała nigdy wątpliwości.